# Polesie (województwo lubelskie)
Polesie – wieś w Polsce położona w województwie lubelskim, w powiecie puławskim, w gminie Puławy. Dawniej wieś dzieliła się na Polesie Małe i Polesie Duże. W rejonie Polesia znajduje się źródło Plewki.
W latach 1975–1998 miejscowość położona była w województwie lubelskim.
Wieś stanowi sołectwo gminy Puławy. Według Narodowego Spisu Powszechnego z roku 2011 wieś liczyła 165 mieszkańców.
Wierni Kościoła rzymskokatolickiego należą do parafii św. Floriana w Łagowie Kozienickim.